# Algèbre de Lie
Pour les articles homonymes, voir Algèbre (homonymie).
En mathématiques, une algèbre de Lie, nommée en l'honneur du mathématicien Sophus Lie, est un espace vectoriel qui est muni d'un crochet de Lie, c'est-à-dire d'une loi de composition interne bilinéaire, alternée, et qui vérifie la relation de Jacobi. Une algèbre de Lie est un cas particulier d'algèbre sur un corps.

## Définitions, exemples et premières propriétés

### Définition
Soit K un corps commutatif.
Une algèbre de Lie sur K est un espace vectoriel {\displaystyle {\mathfrak {g}}} sur K muni d'une application bilinéaire {\displaystyle (x,y)\mapsto [x,y]} de {\displaystyle {\mathfrak {g}}\times {\mathfrak {g}}} dans {\displaystyle {\mathfrak {g}}} qui vérifie les propriétés suivantes :
1. {\displaystyle \forall x\in {\mathfrak {g}},\ [x,x]=0} ;
2. {\displaystyle \forall x,y,z\in {\mathfrak {g}},\ [x,[y,z]]+[y,[z,x]]+[z,[x,y]]=0.}

Le produit {\displaystyle [x,y]} est  appelé crochet de Lie (ou simplement crochet) de {\displaystyle x} et {\displaystyle y}. Puisque le crochet est une fonction bilinéaire alternée de {\displaystyle x,y}, il est aussi antisymétrique : {\displaystyle [x,y]=-[y,x]} pour tous {\displaystyle x,y} dans {\displaystyle {\mathfrak {g}}}. L'identité (2) ci-dessus est appelée l'identité de Jacobi.
Une sous-algèbre de Lie de {\displaystyle {\mathfrak {g}}} est un sous-espace vectoriel de {\displaystyle {\mathfrak {g}}} stable pour le crochet de Lie. Toute sous-algèbre de Lie de {\displaystyle {\mathfrak {g}}} est munie de manière évidente d'une structure d'algèbre de Lie sur K.
Remarque : contrairement aux algèbres tensorielles (et aux algèbres de Clifford, dont les algèbres extérieures), les algèbres de Lie ne sont ni unitaires, ni associatives.

### Quelques exemples classiques d'algèbres de Lie
- Tout espace vectoriel {\displaystyle E} peut être muni d'une structure d'algèbre de Lie en posant, {\displaystyle \forall x,y\in E,\ [x,y]=0}. Une telle algèbre de Lie, où le crochet de Lie est identiquement nul, est appelée abélienne.
- À partir d'une algèbre associative sur un corps {\displaystyle (A,*)}, on peut construire une algèbre de Lie de la façon suivante : on pose {\displaystyle \forall x,y\in A,\ [x,y]=x*y-y*x} (c'est le commutateur des deux éléments x et y). Il est facile de vérifier que l'on définit ainsi sur {\displaystyle A} une structure d'algèbre de Lie.
Inversement, toute algèbre de Lie {\displaystyle {\mathfrak {g}}} est contenue dans une algèbre associative, appelée algèbre enveloppante, dans laquelle le crochet de Lie coïncide avec le crochet défini ci-dessus. Si {\displaystyle {\mathfrak {g}}} est non abélienne (et donc si son crochet de Lie est non nul), son algèbre enveloppante est beaucoup plus grande qu'elle-même.
- Comme exemple concret de la situation ci-dessus, considérons {\displaystyle {\mathcal {M}}_{n}(K)}, l'espace des matrices {\displaystyle n\times n} à coefficients dans K. C'est une algèbre associative pour le produit matriciel usuel. On peut donc également lui donner une structure d'algèbre de Lie, avec le crochet {\displaystyle [A,B]=AB-BA}. On note {\displaystyle {\mathfrak {gl}}_{n}(K)} cette algèbre, lorsque l'on considère sa structure d'algèbre de Lie.
- Bien évidemment, tout sous-espace vectoriel de {\displaystyle {\mathfrak {gl}}_{n}(K)} stable par le crochet est une algèbre de Lie. Ainsi, on peut vérifier que l'ensemble des matrices de trace nulle est une algèbre de Lie, que l'on note {\displaystyle {\mathfrak {sl}}_{n}(K)}.
En fait, le théorème d'Ado montre que toute algèbre de Lie de dimension finie peut être vue comme une sous-algèbre de {\displaystyle {\mathfrak {gl}}_{n}(K)}.
- Un autre exemple fondamental, plus géométrique, est le suivant. Soit {\displaystyle M} une variété différentielle. Alors l'espace vectoriel formé par les champs de vecteurs sur {\displaystyle M} possède une structure naturelle d'algèbre de Lie, sans être une algèbre.
- En particulier, l'ensemble des champs de Killing d'une variété riemannienne ou pseudo-riemannienne forme une algèbre de Lie, qui correspond au groupe d'isométries de la variété considérée.
- L'espace euclidien tridimensionnel ℝ3 avec le produit vectoriel comme crochet de Lie est une algèbre de Lie.

### Morphismes et idéaux
Un morphisme d'algèbres de Lie {\displaystyle {\mathfrak {g}}} est une application linéaire {\displaystyle \phi } qui respecte le crochet de Lie, c'est-à-dire telle que
{\displaystyle \forall a,b\in {\mathfrak {g}},\ \phi ([a,b])=[\phi (a),\phi (b)]}.
Un idéal de {\displaystyle {\mathfrak {g}}} est un sous-espace vectoriel {\displaystyle {\mathfrak {h}}} tel que {\displaystyle \forall g\in {\mathfrak {g}},\ \forall h\in {\mathfrak {h}},\ [g,h]\in {\mathfrak {h}}}. C'est en particulier une sous-algèbre de Lie. Si une algèbre de Lie n'admet pas d'idéal non trivial, elle est dite simple.
Si {\displaystyle {\mathfrak {h}}} est un idéal de {\displaystyle {\mathfrak {g}}}, on peut former le quotient de {\displaystyle {\mathfrak {g}}} par {\displaystyle {\mathfrak {h}}} : c'est l'espace vectoriel quotient {\displaystyle {\mathfrak {g}}/{\mathfrak {h}}}, muni du crochet défini par {\displaystyle [g+{\mathfrak {h}},g'+{\mathfrak {h}}]=[g,g']+{\mathfrak {h}}}. La projection {\displaystyle {\mathfrak {g}}\to {\mathfrak {g}}/{\mathfrak {h}}} est alors un morphisme d'algèbres de Lie.
Une représentation d'une algèbre de Lie {\displaystyle {\mathfrak {g}}} est un morphisme {\displaystyle \phi \,:\,{\mathfrak {g}}\to {\mathfrak {gl}}_{n}(K)}. Autrement dit, c'est une application linéaire telle que {\displaystyle \phi ([g,h])=\phi (g)\phi (h)-\phi (h)\phi (g)}.
Le morphisme {\displaystyle {\text{ad}}:{\mathfrak {g}}\to {\mathfrak {gl(g)}}} défini par {\displaystyle {\text{ad}}(g)(h)=[g,h]} définit une représentation de {\displaystyle {\mathfrak {g}}}, appelée représentation adjointe. L'identité de Jacobi exprime précisément le fait que ad respecte le crochet. Le noyau de cette représentation est le centre {\displaystyle Z({\mathfrak {g}})=\{g\in {\mathfrak {g}},\forall h\in {\mathfrak {g}},[g,h]=0\}} de l'algèbre de Lie {\displaystyle {\mathfrak {g}}}.

## Relation avec les groupes de Lie et les groupes algébriques
Les algèbres de Lie sont naturellement associées aux groupes de Lie. Si {\displaystyle G} est un groupe de Lie et e son élément neutre, alors l'espace tangent en e à {\displaystyle G} est une algèbre de Lie ; la construction exacte de cette algèbre est détaillée dans la section correspondante de l'article Groupe de Lie. La même construction est valable pour les groupes algébriques.
On note en général en petites lettres gothiques l'algèbre de Lie associée à un groupe de Lie, ou à un groupe algébrique. Ainsi, comme on l'a déjà vu, {\displaystyle {\mathfrak {gl_{n}}}} désigne l'ensemble des matrices carrées de taille n et {\displaystyle {\mathfrak {sl}}_{n}} désigne l'ensemble des matrices carrées de taille n de trace nulle. De la même façon, {\displaystyle {\mathfrak {so_{n}}}} désigne l'ensemble des matrices carrées A de taille n antisymétriques, etc. Dans tous ces exemples, le crochet de Lie n'est rien d'autre que le commutateur : {\displaystyle [A,B]=AB-BA}.
Si {\displaystyle \phi } est un morphisme de groupes entre deux groupes de Lie {\displaystyle G} et {\displaystyle H}, et si l'on suppose {\displaystyle \phi } différentiable, alors sa différentielle en l'identité sera un morphisme entre les algèbres de Lie {\displaystyle {\mathfrak {g}}} et {\displaystyle {\mathfrak {h}}} de {\displaystyle G} et {\displaystyle H}. En particulier, à une représentation de {\displaystyle G} différentiable, on associe une représentation de {\displaystyle {\mathfrak {g}}}.
La classification des algèbres de Lie est utilisée de façon cruciale pour l'étude des groupes de Lie, des groupes algébriques et de leurs représentations.

## Classification
Si {\displaystyle {\mathfrak {a}}} et {\displaystyle {\mathfrak {b}}} sont deux sous-algèbres de Lie d'une algèbre de Lie {\displaystyle {\mathfrak {g}}}, notons {\displaystyle [{\mathfrak {a}},{\mathfrak {b}}]} le sous-espace vectoriel engendré par les éléments de la forme {\displaystyle [a,b]} pour {\displaystyle a\in {\mathfrak {a}}} et {\displaystyle b\in {\mathfrak {b}}}.

### Algèbres de Lie nilpotentes
Une algèbre de Lie est dite nilpotente lorsque toute suite de commutateurs {\displaystyle [[g_{1},g_{2}],g_{3}],\dots ,g_{n}]} finit par être nulle, lorsque n devient suffisamment grand.
Plus précisément, définissons {\displaystyle C_{i}} par {\displaystyle C_{0}={\mathfrak {g}}} et {\displaystyle C_{i+1}=[C_{i},{\mathfrak {g}}]}.
S'il existe un i tel que {\displaystyle C_{i}}=0, on dit que {\displaystyle {\mathfrak {g}}} est nilpotente. Cette notion est à mettre en parallèle avec celle de groupe nilpotent. Toute algèbre de Lie abélienne est nilpotente.
L'algèbre {\displaystyle {\mathfrak {n}}} des matrices triangulaires strictes, c'est-à-dire de la forme
{\displaystyle \left({\begin{matrix}0&\star &\cdots &\star \\\vdots &\ddots &\star &\vdots \\\vdots &0&\ddots &\star \\0&\cdots &\cdots &0\\\end{matrix}}\right)}
fournit un exemple d'algèbre de Lie nilpotente.
Le théorème de Engel affirme qu'une algèbre de Lie est nilpotente si et seulement si l'image de la représentation adjointe est conjuguée à une sous-algèbre de {\displaystyle {\mathfrak {n}}}.
Cependant, l'exemple de l'algèbre de Lie abélienne (donc nilpotente) {\displaystyle {\mathfrak {gl}}_{1}(K)} montre qu'il existe des sous-algèbres nilpotentes de {\displaystyle {\mathfrak {gl}}_{n}(K)} qui ne sont pas conjuguées à une sous-algèbre de {\displaystyle {\mathfrak {n}}}.

### Algèbres de Lie résolubles
Définissons par récurrence {\displaystyle D_{i}} par {\displaystyle D_{0}={\mathfrak {g}}} et {\displaystyle D_{i+1}=[D_{i},D_{i}]}
S'il existe un i tel que {\displaystyle D_{i}}=0, on dit que {\displaystyle {\mathfrak {g}}} est résoluble. Comme dans le cas des algèbres nilpotentes, cette notion correspond à celle de groupe résoluble. Il est facile de voir que toute algèbre de Lie nilpotente est résoluble.
Un exemple d'algèbre de Lie résoluble est donné par l'algèbre {\displaystyle {\mathfrak {b}}} des matrices triangulaires supérieures dans {\displaystyle {\mathfrak {gl}}_{n}(K)}.
Le théorème de Lie montre que, si K est corps algébriquement clos et de caractéristique nulle, alors toute sous-algèbre de Lie résoluble de {\displaystyle {\mathfrak {gl}}_{n}(K)} est conjuguée à une sous-algèbre de {\displaystyle {\mathfrak {b}}}.

### Algèbres de Lie semi-simples et réductives
On dit qu'une algèbre de Lie {\displaystyle {\mathfrak {g}}} est semi-simple lorsqu'elle ne contient pas d'idéal résoluble non trivial.
{\displaystyle {\mathfrak {g}}} est dite réductive lorsque sa représentation adjointe est semi-simple.
Lorsque K est de caractéristique nulle, et que {\displaystyle {\mathfrak {g}}} est de dimension finie, la semi-simplicité de {\displaystyle {\mathfrak {g}}} est équivalente à la non-dégénerescence de la forme de Killing {\displaystyle K(x,y)} définie par {\displaystyle K(x,y)=tr(ad(x)ad(y))}, où tr désigne la trace. Par ailleurs, {\displaystyle {\mathfrak {g}}} est réductive si et seulement si {\displaystyle [{\mathfrak {g}},{\mathfrak {g}}]} est semi-simple.
On peut montrer que, sous les mêmes hypothèses, toute algèbre de Lie semi-simple est en fait une somme directe d'algèbres de Lie simples.
Les algèbres de Lie simples de dimension finie sur le corps ℂ des
nombres complexes sont classifiées par les diagrammes de Dynkin. Il y a donc 4 familles d'algèbres de Lie simples (ou 3 si on considère {\displaystyle B_{n}} et {\displaystyle D_{n}} comme une même famille) et 5 algèbres de Lie exceptionnelles, correspondant chacune à un diagramme de Dynkin différent.
- À un diagramme de Dynkin de type {\displaystyle A_{n}(n\geq 1)} correspond l'algèbre de Lie {\displaystyle {\mathfrak {sl}}_{n+1}(\mathbb {C} )}.
- À un diagramme de Dynkin de type {\displaystyle B_{n}(n\geq 2)} correspond l'algèbre de Lie {\displaystyle {\mathfrak {so}}_{2n+1}(\mathbb {C} )}.
- À un diagramme de Dynkin de type {\displaystyle C_{n}(n\geq 3)} correspond l'algèbre de Lie {\displaystyle {\mathfrak {sp}}_{2n}(\mathbb {C} )}.
- À un diagramme de Dynkin de type {\displaystyle D_{n}(n\geq 4)} correspond l'algèbre de Lie {\displaystyle {\mathfrak {so}}_{2n}(\mathbb {C} )}.
- Les algèbres de Lie exceptionnelles, correspondant aux diagrammes de Dynkin restants (de type E6, E7, E8, F4 et G2) n'ont pas d'interprétation aussi simple.

L'algèbre de Lie {\displaystyle {\mathfrak {gl}}_{n}(\mathbb {C} )} est, elle, réductive et son algèbre de Lie dérivée est {\displaystyle {\mathfrak {sl}}_{n}(\mathbb {C} )}.
Les algèbres de Lie semi-simples de dimension finie sur le corps ℝ des
nombres réels sont classifiées par les involutions d'algèbres de Lie complexes ou, de façon équivalente, par les involutions de systèmes de racines (en). Ceci correspond à la notion d'algèbre de Lie symétrique (en).
Comme classe d'algèbre de Lie simple réelle, on peut citer :
- Les algèbres de Lie compactes. Ce sont les algèbres de Lie de groupes compacts. Il y en a exactement une qui correspond à chaque algèbre de Lie complexe.
- Les algèbres de Lie complexes vues comme algèbres de Lie réelles.
- Les autres peuvent être classées en familles AI, AII, AIII, BI, CI, CII, DI, DIII et en algèbres exceptionnelles

EI, EII, EIII, EIV (de type {\displaystyle E_{6}}) EV, EVI, EVII (de type {\displaystyle E_{7}}) EVIII, EIX (de type {\displaystyle E_{8}})
FI, FII (de type {\displaystyle F_{4}}) et GI (de type {\displaystyle G_{2}})
suivant la notation d'Helgason (de)).

### Dimension infinie
Il n'y a pas de classification générale des algèbres de Lie de dimension infinie mais plusieurs classes de telles algèbres ont été étudiées.
- Une algèbre de Kac-Moody est une algèbre de Lie définie abstraitement en termes de générateurs et relations codés par une matrice de Cartan généralisée non nécessairement définie positive. Elles peuvent donc être de dimension infinie. Leur classification générale est encore hors de portée mais plusieurs sous-types sont connus
  - Une algèbre de Kac-Moody affine (en) possède la propriété que tous les sous-diagrammes de Dynkin de son diagramme de Dynkin correspondent à des sous-algèbres de Lie de dimension finie. Sa matrice de Cartan généralisée est alors de corang 1. Les algèbres de Kac-Moody affines ont été classifiées par Victor Kac. Elles sont très utilisées en physique théorique dans l'étude des théories conformes des champs et en particulier dans l'étude des modèles WZW.
  - Une algèbre de Kac-Moody hyperbolique possède un diagramme de Dynkin connexe avec la propriété que si on lui retire une racine, on obtient une algèbre de Lie semi-simple de dimension finie ou bien une algèbre de Kac-Moody affine. Elles ont été également classifiées et sont de rang 10 au maximum. Leur matrice de Cartan généralisée est non dégénérée et de signature Lorentzienne (c’est-à-dire avec exactement une direction négative).
- algèbre de Kac-Moody généralisée (en) ou algèbre de Borcherds : c'est un type d'algèbre de Lie généralisant le concept d'algèbre de Kac-Moody dont la matrice de Cartan généralisée peut posséder des racines simples nommées imaginaires pour lesquelles l'élément diagonal de la matrice de Cartan généralisée est négatif. Elles ont été introduites par Richard Ewen Borcherds dans le cadre de l'étude de la conjecture monstrous moonshine.

## Généralisation
Il existe différentes sortes de généralisations des algèbres de Lie, on citera les anneaux de Lie (en), les superalgèbres de Lie, les groupes quantiques, les algèbres de Leibniz, les algèbres pré-Lie (en).